# ماریوس لوده
ماریوس لوده (به انگلیسی: Marius Lode؛ زاده ۱۱ مارس ۱۹۹۳) فوتبالیست حرفه‌ای اهل نروژ است که به عنوان مدافع برای باشگاه شالکه ۰۴ در بوندسلیگا ۲ آلمان و تیم ملی نروژ بازی می‌کند.

## دوران باشگاهی
لوده در کورنالند متولد شد، و کار خود را در باشگاه محلی Frøyland آغاز کرد.

### برینا
او اولین بازی خود در رده بزرگسالان را برای تیم برینا در ۹ آوریل ۲۰۱۲ در برابر استرومن انجام داد. آن مسابقه با برد ۳–۱ برینا تمام شد. او تا مه ۲۰۱۵ به عنوان مدافع برای برینا بازی کرد، تا زمانی که او از بازی فوتبال حرفه ای محروم شد، به دلیل مثبت بودن تست دوپینگ، که نشان داد از ریتالین، یک داروی محرک دارویی متشکل از متیل فنیدات استفاده می‌کند. تست لوده در مه ۲۰۱۵، قبل از مسابقه با سوگندال، به خاطر ریتالین مثبت شد. او اظهار داشت که از ریتالین به عنوان داروی افزایش‌دهنده عملکرد قبل از امتحانات دانشگاه استفاده کرده‌است. او به مدت ده ماه از بازی فوتبال محروم شد و بیشتر فصل ۲۰۱۶ را از دست داد. در طول این محرومیت، او در یک رستوران محلی در برین کار می‌کرد تا فیزیک و هیکل خود را حفظ کند، تا اینکه در اکتبر ۲۰۱۶ به او اجازه دادند با برینا تمرین کند.

### بودو/گلیمت
ماریوس قبل از فصل ۲۰۱۷ با بودو/گلیمت قرارداد امضا کرد و ۲۹ بازی از ۳۰ بازی آن فصل را برای تیم انجام داد. بودو/گلیمت در سال ۲۰۱۷ قهرمان لیگ دسته اول نروژ شد و به الیتسرین صعود کرد. قبل از فصل ۲۰۱۸، برخی از باشگاه‌های فوتبال نروژی علاقه‌مند به خرید لوده بودند، از جمله تیم‌های سقوط کرده وایکینگ و آلسوند.

### شالکه
در ژانویه ۲۰۲۲، باشگاه شالکه که در بوندس‌لیگا ۲ حاضر بود، امضای قراردادی دو سال و نیم را با لوده اعلام کرد. ماریوس لوده در همان فصل همراه با شالکه قهرمان بوندس‌لیگا ۲ شد و به بوندسلیگا صعود کردند.

## افتخارات
بودو/گلیمت
لیگ الیتسرین (۲): ۲۰۲۰، ۲۰۲۱
شالکه
بوندس‌لیگا ۲ (۱): ۲۲–۲۰۲۱